# Termes (animal)
Termes es un género de termitas isópteras perteneciente a la familia Termitidae que tiene las siguientes especies:
1. Termes amaralii
2. Termes ayri
3. Termes baculi
4. Termes baculiformis
5. Termes bolivianus
6. Termes borneensis
7. Termes boultoni
8. Termes brevicornis
9. Termes comis
10. Termes fatalis
11. Termes heteraspis
12. Termes hispaniolae
13. Termes hospes
14. Termes huayangensis
15. Termes kalumpangensis
16. Termes langi
17. Termes laticornis
18. Termes marjoriae
19. Termes medioculatus
20. Termes melindae
21. Termes nigritus
22. Termes panamaensis
23. Termes propinquus
24. Termes rostratus
25. Termes saltans
26. Termes splendens
27. Termes winifredae